# مليندا هينشاو
مليندا هينشاو (بالإنجليزية: Melinda Henshaw)‏ هي متسابقة يخت نيوزيلندية، ولدت في 1 فبراير 1977.

## وصلات خارجية
- مليندا هينشاو على موقع اللجنة الأولمبية الدولية (الإنجليزية)
- مليندا هينشاو على موقع أوليمبيديا (الإنجليزية)
- مليندا هينشاو على موقع اللجنة الأولمبية النيوزيلندية (الإنجليزية)